# Японская футбольная ассоциация
Япо́нская футбо́льная ассоциа́ция (яп. 日本サッカー協会) — организация, осуществляющая контроль и управление футболом в Японии. Располагается в Бункё — специальном районе Токио. ЯФА основана в 1936 году как Великояпонская футбольная ассоциация (нынешнее название получила в 1945 году), вступила в ФИФА в 1929 году, а в АФК — в 1954 году, сразу после её учреждения. Ассоциация организует деятельность и управляет национальными сборными по футболу (мужской, женской, молодёжными).  Под эгидой ассоциации проводятся такие соревнования как Кубок Императора, Кубки Японии среди мужских и женских любительских команд, чемпионат Японии среди старших школ и многие другие соревнования.